# Lapara cana
Lapara cana är en fjärilsart som beskrevs av Carl Friedrich Philipp von Martius 1797. Lapara cana ingår i släktet Lapara och familjen svärmare. Inga underarter finns listade i Catalogue of Life.